# Gynoplistia (Gynoplistia) biroana
Gynoplistia (Gynoplistia) biroana is een tweevleugelige uit de familie steltmuggen (Limoniidae). De soort komt voor in het Australaziatisch gebied.